# قبل از آن بعد از آن
قبل از آن بعد از آن 
(به تلوگویی: Anthaka Mundu Aa Tarvatha) و (به انگلیسی: before it; after that) فیلمی هندی محصول سال ۲۰۱۳ و به کارگردانی موهانا کریشنا ایندراگانتی است. در این فیلم بازیگرانی همچون سومانت آشوین، ایشا ربا، مادهو، سرینیواس آواسرلا، راوی بابو و روهینی ایفای نقش کرده‌اند.